# Macrojoppa tricincta
Macrojoppa tricincta là một loài tò vò trong họ Ichneumonidae.